# Brzeźnica (powiat Żagański)
Brzeźnica is een dorp in het Poolse woiwodschap Lubusz, in het district Żagański. De plaats maakt deel uit van de gemeente Brzeźnica en telt 800 inwoners.